# Эвтрофикация

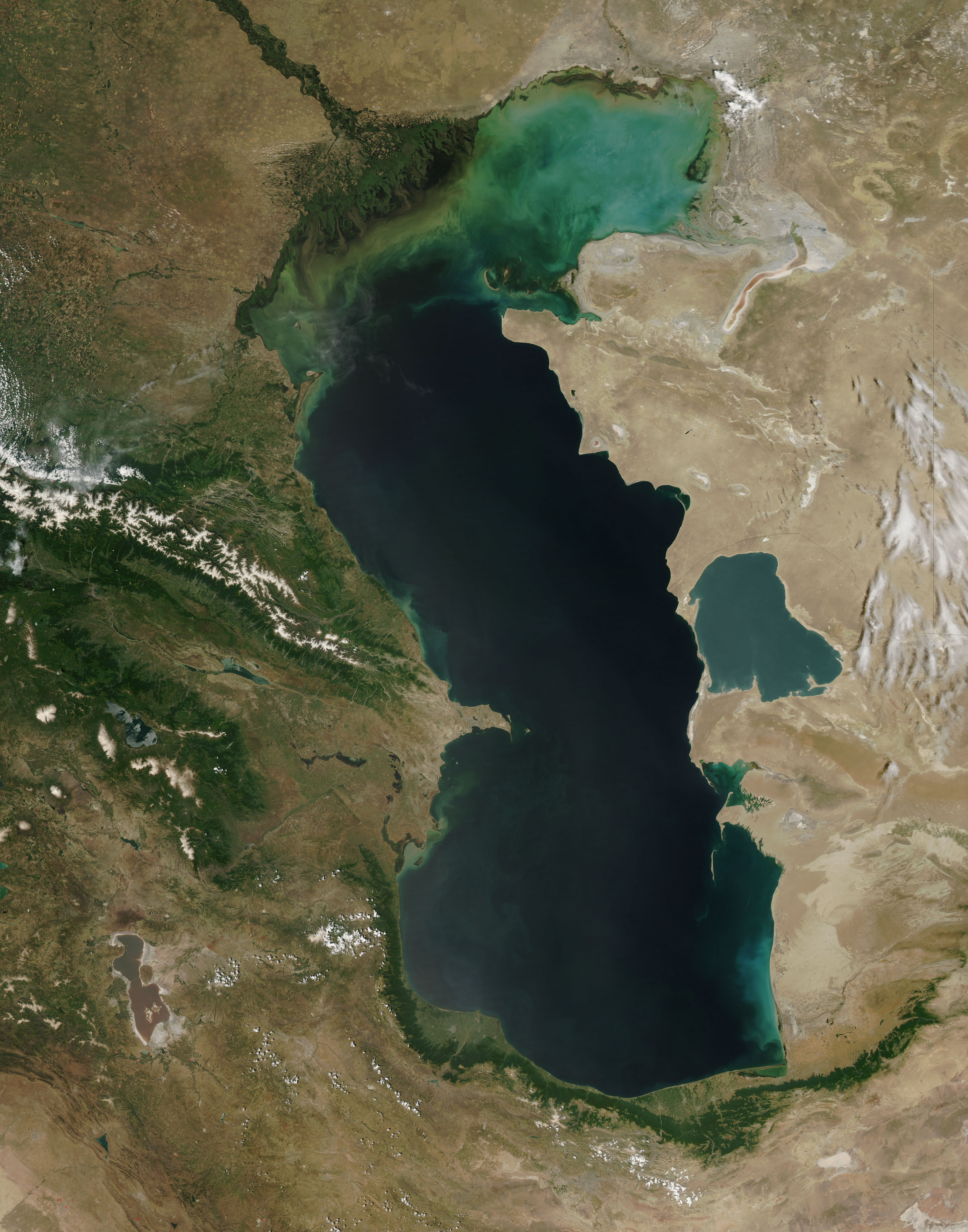
Повышенная мутность воды северной части Каспия как результат эвтрофикации

Эвтрофикация (от др.-греч. εὐτροφία — хорошее питание) — насыщение водоёмов биогенными элементами, сопровождающееся ростом биологической продуктивности водных бассейнов. Эвтрофикация может быть результатом как естественных изменений в водоёме, так и антропогенных воздействий. Основные химические элементы, способствующие эвтрофикации, — фосфор и азот. В некоторых случаях используется термин «гипертрофизация».
Пресноводным эвтрофным водоёмам присущи богатая литоральная и сублиторальная растительность, обильный планктон.
Несбалансированная эвтрофикация может приводить к бурному развитию водорослей (цветение воды) и появлению в воде цианобактерий, которые в период цветения выделяют токсины (алкалоиды и низкомолекулярные пептиды), способные вызвать отравление людей и животных, а также приводит к дефициту кислорода, заморам рыб и животных. Этот процесс можно объяснить интенсивным поступлением органических веществ при отмирании фитопланктона, а также меньшей освещенностью дна водоёма и, как следствие, ослабленным фотосинтезом донных растений.

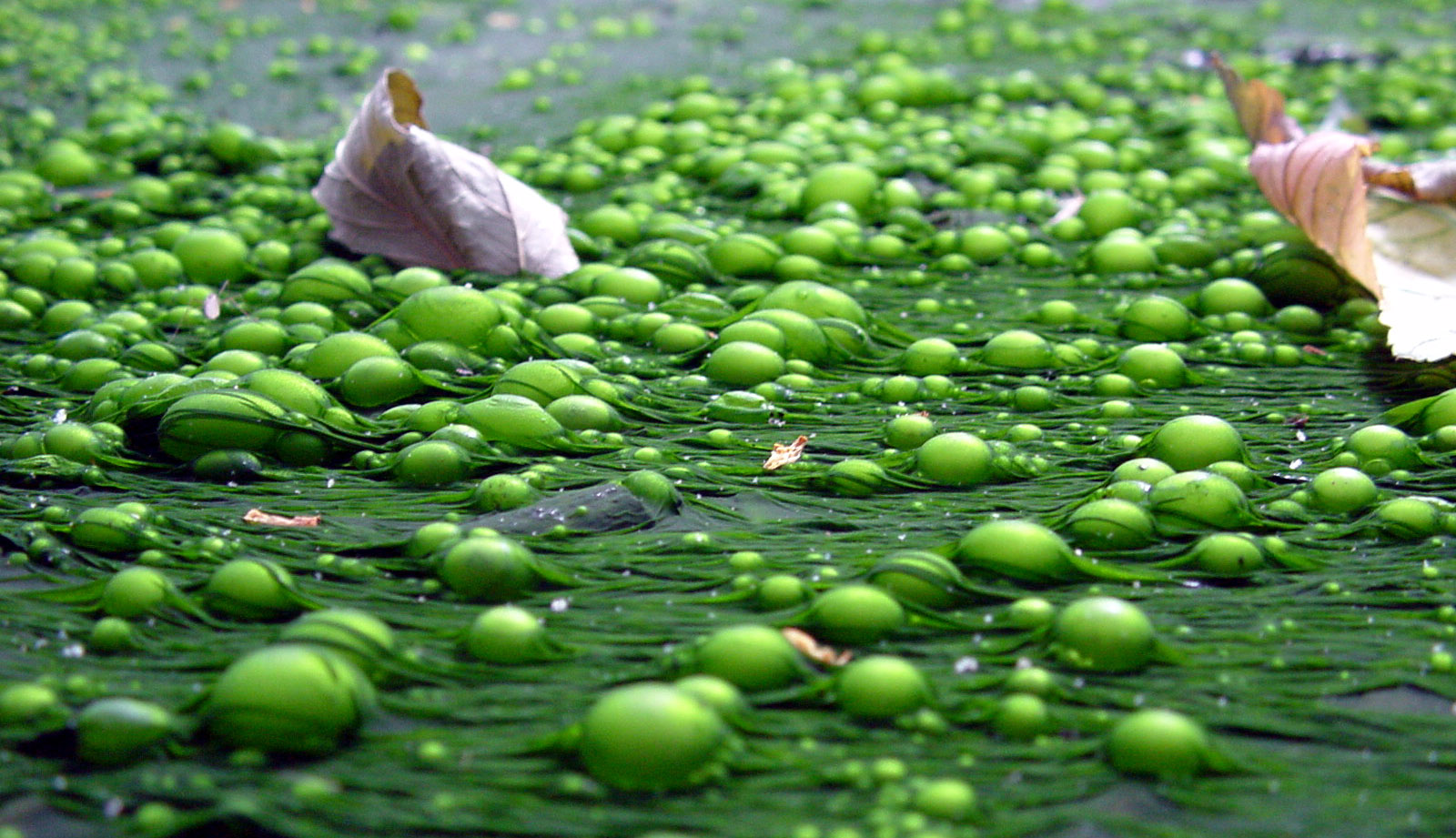
Эвтрофикация в лесу у цитадели г. Лилль, Франция

## Воздействие эвтрофикации набиогеоценозводоёма
В упрощённом виде процесс эвтрофирования имеет следующие базовые стадии:
- В верхнем слое воды происходит концентрация биогенных веществ, что провоцирует активное развитие микрофлоры (прежде всего, фитопланктона, также водорослей-обрастателей) в этой зоне и увеличение массы питающегося фитопланктоном зоопланктона. Подобный рост снижает прозрачность воды, глубина проникновения лучей солнца уменьшается, в результате недостатка света начинается гибель придонных растений. Процесс отмирания донных водных растений влечёт за собой гибель прочих организмов, которым эти растения формируют местообитание или для которых они являются вышестоящим звеном в пищевой цепи.
- От температурного режима верхнего слоя воды зависит активность увеличения биомассы растений (особенно водорослей). В ночное время фотосинтез в этих растениях не происходит, но активный процесс дыхания продолжается. Летом, в предутренние часы тёплых дней, содержание кислорода в верхних горизонтах воды падает и наблюдается гибель аэробных организмов, населяющих эти горизонты и требовательных к содержанию кислорода (так называемый «летний замор»).
- Отмершие организмы падают на дно водоёма и разлагаются аэробными бактериями. Однако страдающая от гипоксии донная растительность уже не в состоянии обеспечивать производство кислорода в должной мере. А если учесть, что общая биопродуктивность эвтрофного водоема увеличивается, нарастает дисбаланс между производством и потреблением кислорода в придонных горизонтах. Усугубившийся дефицит кислорода ведёт к гибели требовательной к кислороду донной и придонной фауны. Схожее явление наблюдается зимой в мелководных замкнутых водоёмах — т. н. «зимний замор».
- В донном грунте, лишённом кислорода, идёт анаэробный распад отмерших организмов с образованием таких сильных ядов, как фенолы и сероводород, и столь мощного «парникового газа» (по своему эффекту в этом плане превосходящего углекислый газ в 25 раз), как метан. В результате процесс эвтрофикации уничтожает большую часть видов флоры и фауны водоема, практически полностью разрушая или очень сильно трансформируя его экосистемы, и сильно ухудшает санитарно-гигиенические качества воды, вплоть до её полной непригодности для купания и питьевого водоснабжения. Водоём может даже стать болотом из-за низкого уровня кислорода.

## Антропогенная эвтрофикация
Основные антропогенные источники фосфора и азота: необработанные сточные воды (в особенности из животноводческих комплексов) и смыв удобрений с полей.
Во многих странах запрещено использование ортофосфата натрия в стиральных порошках для уменьшения эвтрофикации водоёмов. В частности, с начала 2010-х годов в странах ЕС постепенно вводятся ограничения на использование фосфатов в бытовых стиральных порошках на уровне не более 0,3—0,5 грамма фосфора на цикл стирки.